# Nokia 7500
Nokia 7500 este un telefon mobil produs de compania Nokia.Telefonul dispunde de un ecran LCD de 2 inchi cu o rezoluție de 320 x 640 pixeli, o cameră de 2 megapixeli, un slot MicroSD. Nokia 7500 rulează S40 Ediția a 5-a.

## Design
Tastele numerice sunt în formă triunghiulară. Spate fiind proiectat cu perechi de triunghiuri care fac forme de diamante.Partea frontală are un finisaj lucios, reflexiv în timp ce amestecă cu o culoare mată. Este disponibilă în 3 culori: albastru, verde și roz.

## Caracteristici
- Cameră de 2 megapixeli
- Suport card MicroSD
- Bluetooth 2.0 cu A2DP
- microUSB
- EDGE
- Java ME versiunea MIDP 2.0